# 十寸見藤十郎
十寸見 藤十郎（ますみ とうじゅうろう）は、河東節の名跡。

## 初代
初代十寸見河東の本名、藤十郎を初代としている。但し十寸見藤十郎を名乗ったかどうかは不明。

## 2代目（江戸太夫藤十郎）
（生年不詳 - 延享元年4月30日（1744年6月10日））本名は桜井東寿。
一般的に江戸太夫藤十郎の名で知られる。
元は鍼医、初代河東の門弟で初代夕丈（とじょう）。初代十寸見河丈（後の2代目河東）と共にワキを勤める。師・初代河東の没後は初代河丈との襲名争いで破れ、1731年に師・初代河東の本名であった藤十郎を継ぎ江戸太夫藤十郎とした。後は初代山彦源四郎と組んで歌舞伎芝居の方で活躍。1733年1月の江戸市村座で語った「富士筑波二重霞」は大当たりする。
1737年に引退し剃髪し清海栄軒と称した。後松浦家の医師として支える。

## 3代目
（生没年不詳・没年は明和年間）
江戸の生まれ、2代目藤十郎の門弟で藤四郎、初代一寸見東佐を経て3代目籐十郎を襲名。
別名を能見富暁。通称は次郎右衛門。